# Krzysztof Fabiański
Krzysztof Fabiański (ur. 28 grudnia 1948, zm. 10 listopada 2014 w Olsztynie) – polski urzędnik państwowy, w latach 1994–1998 wicewojewoda olsztyński.

## Życiorys
Syn Mirosława i Sabiny. Od lutego 1994 do stycznia 1998 pełnił funkcję wicewojewody olsztyńskiego, reprezentując ludowców. W latach 90. pełnił funkcję prezesa Związku Ochotniczych Straży Pożarnych w Olsztynie. Później przez wiele lat pracował w olsztyńskim oddziale Najwyższej Izby Kontroli, w pierwszej dekadzie XX wieku zajmował w nim stanowisko wicedyrektora.
W 1999 został odznaczony Krzyżem Kawalerskim Orderu Odrodzenia Polski.
Został pochowany na cmentarzu komunalnym w Olsztynie.